# حسني بي
حسني إبراهيم حسني بَي هو رجل أعمال ليبي ورئيس «مجموعة حسني بي» HB Group. ويعد النشاط الأساسي لمجموعته هو المنتجات الاستهلاكية.
بدأ حسني بي عمله في مجال اللوجستيات ثم توسع وقام بتنويع أعماله في مجالات الاستيراد والتصدير والتجارة، إضافة إلى السياحة. وهو من مدينة سوسة الواقعة في شرق ليبيا وله ثلاثة أبناء وبنتان، الابن الأوسط هو الذراع اليمنى لوالده، واسمه حسام حسني بي، وهو نائب رئيس «مجموعة حسني بي» HB Group. درس في كلية الاقتصاد بجامعة بنسلفانيا الأمريكية (بالإنجليزية: The University of Pennsylvania وتختصر Penn)، يجيد اللغة الإنجليزية والإيطالية بالإضافة إلى لغته العربية، كان متزوجًا من ابنة حسن طاطاناكي وانفصل عنها في سنة 2010 وله منها ابن واحد، ويعتبر حسام الرجل الثاني بعد أبيه؛ خلال أحداث ثورة 17 فبراير الليبية، قام حسام بي - بتوجيهات من والده - بدعم الثورة في المناطق الشرقية من ليبيا و تسيير قوافل الإغاثة إلى بعض المناطق المحررة في ليبيا بالإضافة إلى شراء السلاح وتسليمه للثوار ضد نظام القذافي.